# Rue Dautancourt
La rue Dautancourt est une voie située dans le quartier des Épinettes du 17e arrondissement de Paris.

## Situation et accès
La rue Dautancourt est desservie par la ligne 13 aux stations La Fourche et Guy Môquet.

## Origine du nom
Elle rend hommage au général Pierre d'Autancourt (1771-1832) qui fut le défenseur du quartier des Batignolles en 1814 lors de la bataille de Paris contre les troupes austro-russo-prussiennes.

## Historique
Ancienne « rue Moncey » ouverte au milieu du XIXe siècle, elle prend son nom actuel en 1868.
Décret du 10 août 1868
« Napoléon, etc., 

sur le rapport de notre ministre secrétaire d’État au département de l'Intérieur,
vu l'ordonnance du 10 juillet 1816 ;
vu les propositions de M. le préfet de la Seine ;
avons décrété et décrétons ce qui suit :
Article 13. — 
- La voie latérale au marché des Batignolles, entre les rues des Moines et Brochant, recevra le nom de rue Fourneyron ;
- la rue de la Paix recevra le nom de rue La Condamine ;
- et la rue Moncey, ainsi que la voie ouverte en prolongement de cette rue, celui de rue Dautancourt ;

etc.
Article 17. — Notre ministre secrétaire d'État au département de l'Intérieur est chargé de l'exécution du présent décret.
Fait au palais de Fontainebleau, le 10 août 1868. »

## Bâtiments remarquables et lieux de mémoire
- Au no 16 se trouve l'école maternelle publique Dautancourt.
- Au no 36 se trouve l'école privée du Sacré-Cœur[4].